# 亞拉岡的阿古斯蒂娜
亞拉岡的阿古斯蒂娜（西班牙語：Agustina de Aragón，1786年3月4日—1857年5月29日）本名阿古斯蒂娜·萊穆妲·瑪麗亞·薩拉戈薩-多明尼克（西班牙語：Agustina Raimunda Maria Saragossa y Domènech），是西班牙在半島戰爭中的著名人物，有「西班牙聖女貞德」之稱。
1808年6月15日，法軍攻破薩拉戈薩城門，阿古斯蒂娜發現西班牙的炮兵棄守崗位，於是自己替大炮填裝彈藥並點燃導火線，炸掉一批法軍，阿古斯蒂娜英勇的表現鼓舞了西班牙軍隊，擊退法軍。同年12月，法軍再度攻擊薩拉戈薩，翌年薩拉戈薩陷落，阿古斯蒂娜也被法軍逮捕關押，但阿古斯蒂娜伺機殺死法國守衛逃亡，成為西班牙游擊隊戰士。
阿古斯蒂娜後來加入威靈頓的軍隊，是威靈頓軍中唯一的上尉女軍官，1813年的維多利亞戰役中，她是大炮前線指揮官之一。
半島戰爭結束後，她與一位醫生結婚，在薩拉戈薩安度餘年，西班牙的民眾都非常敬重她。